# Kopalnia Węgla Kamiennego Jan Kanty
Kopalnia Węgla Kamiennego Jan Kanty (podczas II wojny światowej Dachs, od 1953 do 1989 roku Komuna Paryska) – kopalnia węgla kamiennego, położona w Jaworznie w dzielnicy Niedzieliska, założona w 1920 roku, prowadziła wydobycie do 2000 roku. Patronem kopalni jest Jan Kanty Steczkowski.

## Historia
Powstała w 1920 pod nazwą Jan Kanty. Eksploatację rozpoczęto w 1921. Główny szyb Artur zgłębiono na obszarze górniczym Barbara, obejmującym pokłady Niedzieliska I i II. Ponadto eksploatowano odkrywkowo wychodnię Stanisław. W 1925 przyłączono do niej kopalnię Leopold. W czasie okupacji hitlerowskiej nosiła nazwę Dachs, od 1942 zarządzana była przez Energieversorgung
Oberschlesien A.G. W 1945 utworzyła kopalnię Jaworzno wraz z kopalniami Kościuszko i Bolesław Bierut (wcześniej Piłsudski). Zakład Jaworzno podlegał Krakowskiemu Zjednoczeniu Przemysłu Węglowego. Od 1 stycznia 1947 podlegała Jaworznicko-Mikołowskiemu Zjednoczeniu Przemysłu Węglowego. Od 1953 niesamodzielna kopalnia funkcjonowała pod nazwą KWK Komuna Paryska. Od 1 stycznia 1954 stanowiła odrębną kopalnię. Powrót do nazwy Jan Kanty nastąpił w 1989. Eksploatacja górnicza została zakończona 31 lipca 2000 roku na skutek wyczerpania zasobów. Zakład został zlikwidowany w latach 1994-2002. Ponowną eksploatację pozostałych złóż węgla rozważała KWK Kazimierz-Juliusz w 2013, co jednak nie zostało zrealizowane na skutek likwidacji tegoż zakładu. Na początku marca 2020 roku rozpoczęła się rozbiórka szybu Witold II.

## Wydobycie
Wydobycie węgla na przestrzeni lat (w tonach):
- 1923 – 108.000[1]
- 1924 – 123.000[1]
- 1939 – ok. 200.000[4]
- 1945 – ok. 100.000[4]
- 1957 – ok. 1.000.000[4]
- 1970 – 1.775.541[2]
- 1975 – ponad 2.000.000[4]
- 1979 – 2.507.270[2]